# Valerius Fronto
Valerius Fronto (sein Praenomen ist nicht bekannt) war ein im 2. Jahrhundert n. Chr. lebender Angehöriger des römischen Ritterstandes (Eques).
Durch eine Weihinschrift, die beim Kastell Lavatrae gefunden wurde und die auf 197/198 datiert wird, ist belegt, dass Fronto Präfekt der Ala Vettonum war, die zu diesem Zeitpunkt in der Provinz Britannia stationiert war. Aus der Inschrift geht hervor, dass die Cohors I Thracum bei dem Kastell das Balnearium wiederherstellte, dass durch ein Feuer beschädigt worden war und dass die Arbeit unter der Aufsicht von Fronto stattfand.